# Cetema monticula
Cetema monticula är en tvåvingeart som beskrevs av Becker 1910. Cetema monticula ingår i släktet Cetema och familjen fritflugor. Inga underarter finns listade i Catalogue of Life.